# Ätten Kuenring
Kuenring var en österrikisk ministerialadelssläkt. Den omnämndes för första gången år 1132.
Stamfader var Azzo av Gobatsberg, som kom i följet av en son till markgreve Leopold I från Sachsen eller Rhenlandet till dagens Niederösterreich. De förvärvade besittningar i Wachau och norra Niederösterreich och bidrog till den ekonomiska och kulturella utvecklingen av landet. Bland annat byggde Hadmar I av Kuenring borgarna Kuenring och Dürnstein och grundade klostret Zwettl.
Under 1200-talet deltog de i upproret mot hertig Fredrik II och deltog aktivt i arvsstriderna efter Fredrik II och tillsättningen av Ottokar II Přemysl till hertig av Österrike. Senare stod han i opposition mot kejsar Albrekt I.
Ätten dog ut 1594.
Herrarna av Kuenring fortlever i tyska sägner som obönhörliga rovriddare.